# Rhynchospora elatior
Rhynchospora elatior är en halvgräsart som beskrevs av Carl Sigismund Kunth. Rhynchospora elatior ingår i släktet småag, och familjen halvgräs. Inga underarter finns listade i Catalogue of Life.